# Michel Leclercq
Pour les articles homonymes, voir Michel Leclercq (homonymie) et Leclercq.
Michel M. Joseph Luc Leclercq est un joueur de tennis français, né le 12 octobre 1940 à Beauvais.

## Carrière
En juillet 1961 il atteint la finale de la Coupe du Colonel Kuntz à Deauville, sur terre battue et réservé aux joueurs de moins de 23 ans, il perd 2-6, 3-6 face au jeune Rod Laver tout juste vainqueur deux semaines plus tôt de son premier tournoi de Wimbledon. 
En 1964 il perd en finale du Championnat de France contre François Jauffret (6-0, 6-2, 7-5). 
En 1965 il est n°4 français
Il joue à Roland Garros de 1963 à 1974 (sauf 1964 et 1973 ; en 1975 il échoue en qualification) et à Wimbledon de 1964 à 1967 et 1971. En double il joue à Roland Garros de 1968 à 1972.
En 1970 à Roland Garros il atteint les 1/16 de finales mais tombe face à la tête de série n°1 Ilie Nastase.
En mars 1971 il atteint les demi-finales du tournoi de Paris (calendrier ATP 1971 ; terre battue), il bat respectivement l'Américain Tom Gorman, Jean-Loup Rouyer et Patrice Dominguez. Francois Jauffret n°2 français met un terme à son parcours après une bataille en 5 sets 6-1, 2-6, 6-4, 3-6, 0-6.
Au premier tour de Roland Garros en 1967 Leclercq perd contre Gaetano Di Maso, lors de ce match ils auraient joué le plus long set de l'histoire du tournoi 6-2, 21-19, 3-6, 2-6, 6-3 mais les médias de l'époque auraient relayé une erreur en donnant le score de 11-9 pour le deuxième set. Pour l'instant officiellement le record est de Paul-Henri Mathieu contre John Isner 18-16 au cinquième set en 2012 et en qualifications Daniel Nestor et Thierry Guardiola 22-20 au 3e et dernier set.
L'équipe de France de Coupe Davis a sélectionné Leclercq comme quatrième joueur d'une rencontre mais n'avait pas les moyens de l'emmener en voyage alors il est resté à Paris tout en faisant partie de l'équipe, ce qui lui vaut de faire partie du Club France Coupe Davis
Il a remporté 19 tournois secondaires dans sa carrière, avec un jeu classique de gaucher, excellent sur surface rapide notamment sur bois. 
Joueur régulier des circuits vétérans depuis 2000, il est n°4 mondial des plus de 65 ans fin 2007.
Un tournoi du TC Paris porte son nom : l'ITF Senior TC Paris Trophée Michel Leclercq, club dont il a été président pendant plusieurs années, jusqu'à 2004.